# Désiré-Joseph Mercier

Désiré-Joseph Mercier, född 21 november 1851 på slottet Castegier i Braine-l'Alleud, Belgien, död 23 januari 1926 i Bryssel, Belgien, var en belgisk romersk-katolsk ärkebiskop, teolog och kardinal. Han gjorde sig känd för sitt motstånd mot den tyska ockupationen av Belgien 1914.

## Studier och prästvigning
Mercier var son till Paul-Léon Mercier och Anne-Marie Barbe Croquet. Hans dopnamn var Desiré-Félicien-François-Joseph.
Han fick sin grundläggande skolning vid Collège Saint-Rombaut i Mechelen och studerade sedan filosofi och teologi vid seminariet i samma stad. Han doktorerade i filosofi vid universitetet i Louvain, och tog flera kurser i psykologi i Paris. 
Mercier prästvigdes i Bryssel den 4 april 1874 av titulärärkebiskop Giacomo Cattani, varefter han i några år bedrev ytterligare studier. Mellan 1877 och 1882 föreläste Mercier i filosofi vid Mechelens lägre seminarium, där han även tjänade som själasörjare. Under de kommande tjugo åren innehade han professuren i filosofi vid universitetet i Louvain. 1894 grundade han tidskriften Revue Néoscolastique och var dess redaktör fram till 1906. Tidskriften sökte främja det thomistiska studiet. Mercier skrev om metafysik, filosofi och psykologi utifrån en skolastisk diskurs, och flera av hans texter översattes till bland annat engelska, tyska och polska. Hans främsta verk är Les origines de la psychologie contemporaine (1897).

## Ärkebiskop av Mechelen
Merciers stringenta forskning och publikationer om thomistisk filosofi tilldrog sig påve Pius X:s uppmärksamhet. Påven utnämnde Mercier till ärkebiskop av Mechelen i februari 1906 och månaden därpå vigdes han i katedralen Saint-Rombaut. Vigningsbiskop var ärkebiskop Antonio Vico. Följande år, vid konsistoriet den 15 april 1907, utsåg Pius X Mercier till kardinalpräst av San Pietro in Vincoli. 
Sommaren 1914 inleddes första världskriget. Den 4 augusti 1914 ockuperade Tyskland Belgien för att den vägen kunna invadera Frankrike. Den 20 augusti blev kardinal Mercier kallad till Rom för att närvara vid Pius X:s begravning och delta i konklaven som skulle välja en ny påve. Två veckor senare återvände Mercier till Belgien och fann då att katedralen Saint-Rombaut i Mechelen delvis var förstörd.

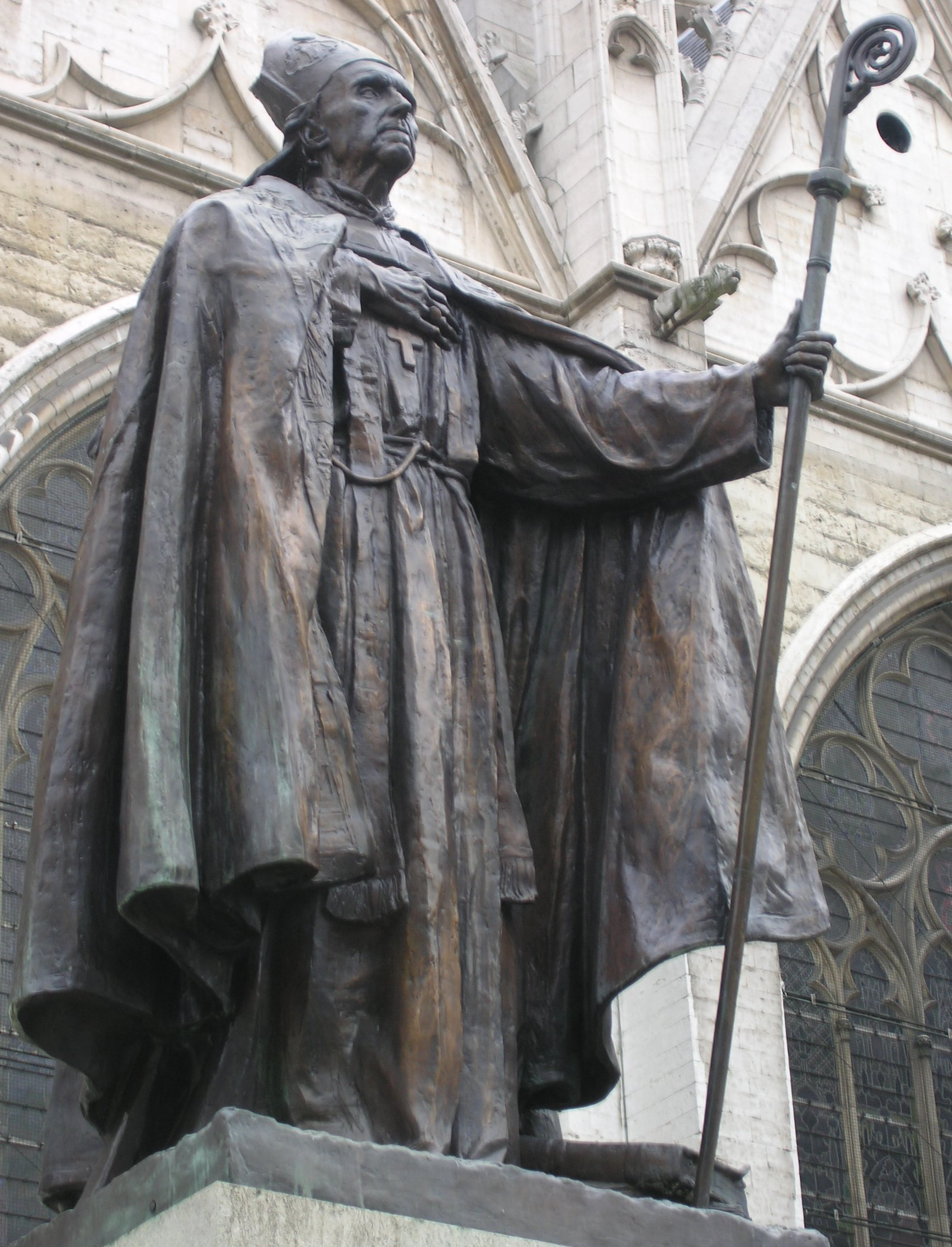
Kardinal Merciers staty vid katedralen i Bryssel

I samband med de strider som följde dödades många ur den belgiska civilbefolkningen samt tretton av de präster som verkade i Merciers stift. Mercier publicerade med anledning härav skriften Patriotism och uthållighet, som lästes upp i alla Belgiens kyrkor med syfte att stärka och trösta den lidande befolkningen. Kardinal Mercier personifierade det belgiska motståndet mot de tyska ockupanterna, och kom att placeras under husarrest. Många av de präster som i sina kyrkor läst Merciers skrift fängslades. 1916 skickade påve Benedictus XV ett brev till Mercier och gav honom sitt helhjärtade stöd.
Från 1921 fram till sin död 1926 förde kardinal Mercier ingående samtal med anglikanska teologer, däribland Edward Wood Halifax. Vid konklaven 1922 var han en av de kardinalelektorer som valde Pius XI till ny påve.
Kardinal Mercier led av kronisk dyspepsi och undergick i januari 1926 en operation för en lesion i magen. På sjukbädden fick han besök av bland andra kung Albert I och drottning Elisabeth. Mercier föll i koma den 23 januari och avled samma dag; han blev 74 år gammal. 
Kardinal Mercier har fått sitt sista vilorum i Saint-Rombaut-katedralen i Mechelen.

## Översättning
- Delar av artikeln är översatta från den engelskspråkiga versionen 10 maj 2007